# Shaun Derry
Shaun Peter Derry (ur. 6 grudnia 1977 w Nottingham) – angielski piłkarz, który występował na pozycji defensywnego pomocnika.

## Kariera klubowa
Shaun Derry zawodową karierę rozpoczynał w Notts County, gdzie od 1995 do 1998 roku rozegrał 79 spotkań. Następnie za 700 tysięcy funtów trafił do Sheffield United, gdzie od razu wywalczył sobie miejsce w podstawowej jedenastce. W 2002 roku za 300 tysięcy funtów roku trafił do Portsmouth, a później za 400 tysięcy do Crystal Palace.
W 2004 roku Derry został wypożyczony do Nottingham Forest, a w lutym 2005 roku znalazł zatrudnienie w Leeds United, w barwach którego zadebiutował w meczu z West Hamem. W klubie z Elland Road Shaun stał się jednym z ulubieńców kibiców, między innymi dzięki swojej zawziętości, agresywności i grze do końca. Ten defensywny pomocnik wielokrotnie zakładał na ramię opaskę kapitańską angielskiego zespołu. Niestety idącą w dobrym kierunku karierę Derry'ego wstrzymała poważna kontuzja, przez którą Anglik musiał pauzować przez wiele miesięcy. Taką wersję przynajmniej podtrzymywały władze drużyny. Jak się jednak później okazało, Derry nie grał, ponieważ został odsunięty od składu. Powodem było to, że Anglik był głównym podejrzanym w sprawie podania trenerowi Crystal Palace składu Leeds przed rozpoczęciem meczu między tymi dwoma klubami.
Następnie Shaun został wypożyczony właśnie do Crystal Palace, gdzie miał grać do stycznia 2008 roku. 22 stycznia Anglik jednak na stałe przeniósł się do drużyny „Orłów”. W sezonie 2008/2009 został kapitanem swojego zespołu zastępując Marka Hudsona, który odszedł do Charltonu.
W 2010 roku Derry przeszedł do Queens Park Rangers.